# ПРВ-16
ПРВ-16 «Надёжность» — (индекс ГРАУ — 1РЛ132, по классификации МО США и НАТО — Thin Skin) — советский радиовысотомер, предназначен для определения высоты воздушных целей.

## История
ПРВ-16 разрабатывался в середине 1960-х годов на базе высотомера ПРВ-9. Его производство было освоено в 1970-х годах на Лианозовском электромеханическом заводе.
Находился на вооружении стран Организации Варшавского договора.

## Комплектация
Высотомер размещен на шасси автоприцепа МАЗ-5207В (ПРВ-16Б на шасси автомобиля КрАЗ-255Б), также в состав входит электростанция 1Э9, комплект соединительных кабелей (в контейнерах), запасное и вспомогательное имущество (уложенное в контейнеры и ящики), перевозимые на отдельной транспортной машине, также высотомер ПРВ-16 может быть дополнительно укомплектован преобразователем ВПЛ-30МД.

## Варианты и модификации
- ПРВ-16 - радиовысотомер, размещённый на двухосном автомобильном прицепе МАЗ-5207В
- ПРВ-16Б - радиовысотомер, установленный на грузовике КрАЗ-255Б с кузовом типа К-375Б
- ПРВ-16БМ[4] - модернизированный вариант ПРВ-16Б, в апреле 2020 года научно-исследовательский институт электронных вычислительных машин в Минске освоил их модернизацию с обновлением элементной базы[5].